# Cherbourg-Octeville
Cherbourg-Octeville (wymowaⓘ) – dawna gmina w północnej Francji, w regionie Normandia, w departamencie Manche. Położona była na północnym wybrzeżu półwyspu Cotentin, nad kanałem La Manche. Gmina istniała od 2000 do 2015 roku, kiedy to włączona została do nowo utworzonej gminy Cherbourg-en-Cotentin. W 2013 roku jej populacja wynosiła 38 425 mieszkańców.
W 1999 roku przeprowadzono referendum wśród mieszkańców Cherbourg i Octeville nad połączeniem tych dwóch gmin. Wobec jego pozytywnego wyniku 1 marca 2000 roku dokonano fuzji, w wyniku której powstała nowa gmina Cherbourg-Octeville. W dniu 1 stycznia 2016 roku z połączenia pięciu ówczesnych gmin – Cherbourg-Octeville, Équeurdreville-Hainneville, La Glacerie, Querqueville oraz Tourlaville – utworzono nową gminę Cherbourg-en-Cotentin, a władze tej gminy mają siedzibę w Cherbourg-Octeville.